# Fußballclub Basel 1893 2011-2012
Questa voce raccoglie le informazioni riguardanti il Fußballclub Basel 1893 nelle competizioni ufficiali della stagione 2011-2012.

## Stagione
Nella stagione 2011-2012 il Basilea, allenato da Thorsten Fink e Heiko Vogel, concluse il campionato di Super League al 1º posto. In Coppa Svizzera il Basilea vinse la finale con il Lucerna. In Champions League il Basilea fu eliminato agli ottavi di finale dal Bayern Monaco.

## Rosa
| N. |                           | Ruolo | Calciatore          |
| -- | ------------------------- | ----- | ------------------- |
| 1  | Svizzera (bandiera)       | P     | Yann Sommer         |
| 3  | Corea del Sud (bandiera)  | D     | Park Joo-ho         |
| 4  | Svizzera (bandiera)       | D     | Philipp Degen       |
| 5  | Albania (bandiera)        | D     | Arlind Ajeti        |
| 6  | Austria (bandiera)        | D     | Aleksandar Dragović |
| 8  | Svizzera (bandiera)       | C     | Benjamin Huggel     |
| 9  | Svizzera (bandiera)       | A     | Marco Streller      |
| 10 | Costa d'Avorio (bandiera) | C     | Gilles Yapi Yapo    |
| 13 | Svizzera (bandiera)       | A     | Alexander Frei      |
| 14 | Svizzera (bandiera)       | C     | Valentin Stocker    |
| 15 | Svizzera (bandiera)       | D     | Kay Voser           |
| 17 | Svizzera (bandiera)       | C     | Xherdan Shaqiri     |
| 18 | Svizzera (bandiera)       | P     | Marcel Herzog       |
| 19 | Argentina (bandiera)      | D     | David Abraham       |

| N. |                           | Ruolo | Calciatore        |
| -- | ------------------------- | ----- | ----------------- |
| 20 | Svizzera (bandiera)       | C     | Fabian Frei       |
| 21 | Angola (bandiera)         | D     | Genséric Kusunga  |
| 23 | Svizzera (bandiera)       | P     | Massimo Colomba   |
| 24 | Svizzera (bandiera)       | C     | Cabral            |
| 25 | Svizzera (bandiera)       | C     | Darko Jevtić      |
| 26 | Svizzera (bandiera)       | C     | Roman Buess       |
| 27 | Germania (bandiera)       | D     | Markus Steinhöfer |
| 28 | Svizzera (bandiera)       | C     | Stephan Andrist   |
| 29 | Rep. Ceca (bandiera)      | D     | Radoslav Kováč    |
| 30 | Svizzera (bandiera)       | A     | Stjepan Vuleta    |
| 31 | Camerun (bandiera)        | A     | Jacques Zoua      |
| 34 | Svizzera (bandiera)       | C     | Granit Xhaka      |
| 35 | Corea del Nord (bandiera) | A     | Pak Kwang-ryong   |
|    | Canada (bandiera)         | P     | Jayson Leutwiler  |

## Organigramma societario
Area tecnica
- Allenatore: Heiko Vogel
- Allenatore in seconda: Markus Hoffmann, Marco Walker
- Preparatore dei portieri: Romain Crevoisier
- Preparatori atletici:

## Calciomercato

### Sessione estiva
| Acquisti | Acquisti        | Acquisti     | Acquisti |
| R.       | Nome            | da           | Modalità |
| -------- | --------------- | ------------ | -------- |
| C        | Fabian Frei     | San Gallo    |          |
| P        | Marcel Herzog   | Duisburg     |          |
| D        | Radoslav Kováč  | West Ham Utd |          |
| A        | Pak Kwang-ryong | Wil          |          |
| D        | Park Joo-ho     | Júbilo Iwata |          |
| C        | Pascal Schürpf  | Lugano       |          |
| D        | Kay Voser       | Grasshoppers |          |

| Cessioni | Cessioni        | Cessioni   | Cessioni |
| R.       | Nome            | a          | Modalità |
| -------- | --------------- | ---------- | -------- |
| A        | Matthias Baron  | Vaduz      |          |
| P        | Franco Costanzo | Olympiacos |          |
| D        | Beg Ferati      | Friburgo   |          |
| D        | Janick Kamber   | Losanna    |          |
| D        | Behrang Safari  | Anderlecht |          |
| C        | Daniel Ünal     | Locarno    |          |

### Sessione invernale
| Acquisti | Acquisti | Acquisti | Acquisti |
| R.       | Nome     | da       | Modalità |
| -------- | -------- | -------- | -------- |

| Cessioni | Cessioni       | Cessioni        | Cessioni |
| R.       | Nome           | a               | Modalità |
| -------- | -------------- | --------------- | -------- |
| D        | Taulant Xhaka  | Grasshoppers    |          |
| C        | Pascal Schürpf | Aarau           |          |
| C        | Fwayo Tembo    | Étoile du Sahel |          |
| C        | Sandro Wieser  | Hoffenheim      |          |

## Risultati

### Super League

#### Prima fase, girone di andata
| Arbitro: | Studer |

|            |           |          |
| Mayuka 56’ | Marcatori | 50’ Zoua |

| Arbitro: | Klossner |

|                            |           |  |
| Huggel 2’ Binya 37’ (aut.) | Marcatori |  |

| Arbitro: | Laperrière |

|                            |           |               |
| Feltscher 67’ Emeghara 77’ | Marcatori | 55’, 88’ Frei |

| Arbitro: | Graf |

|                                 |           |                                 |
| Zoua 15’ Shaqiri 24’ Cabral 90’ | Marcatori | 6’ Vanczák 20’ Adaílton 80’ Sio |

| Arbitro: | Hänni |

|             |           |                       |
| Abraham 30’ | Marcatori | 87’ Béda 90’ Chermiti |

| Arbitro: | Kever |

|                                    |           |              |
| Ferreira 15’, 71’ Hochstrasser 21’ | Marcatori | 33’ Streller |

| Arbitro: | Studer |

|                   |           |                 |
| Frei 13’ Frei 50’ | Marcatori | 69’ Lustrinelli |

| Arbitro: | Hänni |

|  |           |                                      |
|  | Marcatori | 33’, 60’ Frei 69’ Streller 86’ Xhaka |

| Arbitro: | Klossner |

|                                                              |           |  |
| Streller 9’ Frei 14’, 27’ (rig.), 73’ Huggel 22’ Shaqiri 52’ | Marcatori |  |

#### Prima fase, girone di ritorno
| Arbitro: | Carrell |

|          |           |              |
| Rama 81’ | Marcatori | 73’ Streller |

| Arbitro: | Graf |

|                            |           |  |
| Dragović 42’ Frei 44’, 76’ | Marcatori |  |

| Arbitro: | Studer |

|  |           |             |
|  | Marcatori | 55’ Shaqiri |

| Arbitro: | Kever |

|  |           |          |
|  | Marcatori | 45’ Zoua |

| Arbitro: | Zimmermann |

|                                          |           |          |
| Shaqiri 6’ Andrist 19’ Frei 26’ Frei 77’ | Marcatori | 68’ Toko |

| Arbitro: | Wermelinger |

|                   |           |                          |
| Moussilou 7’, 43’ | Marcatori | 13’ Huggel 34’, 65’ Frei |

| Arbitro: | Kever |

|              |           |  |
| Streller 27’ | Marcatori |  |

| Arbitro: | Bieri |

|              |           |  |
| Streller 70’ | Marcatori |  |

| Arbitro: | Hänni |

|            |           |              |
| Dampha 80’ | Marcatori | 76’ Streller |

#### Seconda fase, girone di andata
| Basilea 5 febbraio 2012, ore 16:00 CET 19ª giornata | Basilea | 0 – 0 referto | Sion | St. Jakob-Park (25 762 spett.)\| Arbitro: \| Carrell \| |
| Arbitro:                                            | Carrell |               |      |                                                         |

| Arbitro: | Gremaud |

|  |           |                  |
|  | Marcatori | 66’ Frei 87’ Pak |

| Arbitro: | Kever |

|                                 |           |                          |
| Spycher 32’ (rig.) Costanzo 76’ | Marcatori | 71’ Streller 90’ Stocker |

| Arbitro: | Klossner |

|          |           |  |
| Frei 56’ | Marcatori |  |

| Arbitro: | Graf |

|                           |           |            |
| Abraham 28’ Frei 78’, 81’ | Marcatori | 68’ Ohayon |

| Arbitro: | Carrell |

|  |           |                      |
|  | Marcatori | 5’ Shaqiri 40’ Degen |

| 18 marzo 2012, ore CET 25ª giornata | Neuchâtel Xamax | 0 – 0 referto | Basilea |  |

| Arbitro: | Wermelinger |

|                                                    |           |  |
| Abraham 45’ Frei 53’ (rig.), 86’, 90’ Streller 59’ | Marcatori |  |

| Arbitro: | Amhof |

|                                   |           |                                  |
| Matić 9’ (rig.) Sommer 79’ (aut.) | Marcatori | 6’ Streller 41’ Stocker 59’ Frei |

#### Seconda fase, girone di ritorno
| Arbitro: | Kever |

|             |           |            |
| Lezcano 59’ | Marcatori | 3’ Shaqiri |

| 15 aprile 2012, ore CEST 29ª giornata | Basilea | 0 – 0 referto | Neuchâtel Xamax |  |

| Arbitro: | Studer |

|  |           |                              |
|  | Marcatori | 49’, 83’ Frei 74’ Steinhöfer |

| Arbitro: | Gremaud |

|                               |           |            |
| Streller 9’ Frei 64’ Zoua 90’ | Marcatori | 20’ Negrão |

| Arbitro: | Graf |

|                             |           |                 |
| Andrist 15’ Frei 70’ (rig.) | Marcatori | 45’ (aut.) Park |

| Arbitro: | Kever |

|         |           |                                                              |
| Buff 6’ | Marcatori | 10’ (rig.), 19’ Shaqiri 64’ Stocker 72’ (rig.), 82’ Streller |

| Arbitro: | Bieri |

|                                                                    |           |                         |
| Stocker 28’ Zoua 38’, 81’ Feltscher 46’ (aut.) Frei 69’ Huggel 70’ | Marcatori | 4’, 72’ Paiva 73’ Zuber |

| Arbitro: | Ouschan |

|                      |           |          |
| Yartey 12’ Eudis 85’ | Marcatori | 62’ Zoua |

| Arbitro: | Studer |

|             |           |                             |
| Shaqiri 33’ | Marcatori | 19’ Costanzo 80’ Vitkieviez |

### Coppa Svizzera
| Arbitro: | Amhof |

|  |           |                                               |
|  | Marcatori | 11’, 36’ Pak 44’ (rig.) Zoua 71’ Chipperfield |

| 15 ottobre 2011, ore 17:00 CEST Secondo turno | Schötz | 1 – 5 | Basilea |  |

| 26 novembre 2011, ore 17:30 CET Ottavi di finale | Wil | 2 – 3 | Basilea |  |

| 21 marzo 2012, ore 19:45 CET Quarti di finale | Basilea | 5 – 2 | Losanna |  |

| Arbitro: | Bieri |

|                       |           |                       |
| Kuzmanovic 90’ (rig.) | Marcatori | 38’ Streller 89’ Frei |

| Arbitro: | Wermelinger |

|                             |                      |                                 |
| Puljić 67’                  | Marcatori            | 55’ Huggel                      |
| Renggli Ohayon Gygax Stahel | Tiri di rigore 2 – 4 | Yapi Yapo Streller Zoua Shaqiri |

### Champions League

#### Fase a gironi
| Arbitro: | Collum |

|                          |           |          |
| Frei 39’ Frei 84’ (rig.) | Marcatori | 58’ Pena |

| Arbitro: | Tagliavento |

|                            |           |                               |
| Welbeck 16’, 17’ Young 90’ | Marcatori | 58’ Frei 60’, 76’ (rig.) Frei |

| Arbitro: | Kassai |

|  |           |                       |
|  | Marcatori | 20’ César 75’ Cardozo |

| Arbitro: | Carballo |

|            |           |            |
| Rodrigo 4’ | Marcatori | 64’ Huggel |

| Arbitro: | Hagen |

|                       |           |                                |
| Giurgiu 75’ Antal 81’ | Marcatori | 10’ Frei 14’ Frei 37’ Streller |

| Arbitro: | Kuipers |

|                      |           |           |
| Streller 9’ Frei 84’ | Marcatori | 89’ Jones |

#### Fase a eliminazione diretta
| Arbitro: | Rizzoli |

|             |           |  |
| Stocker 86’ | Marcatori |  |

| Arbitro: | Clattenburg |

|                                                     |           |  |
| Robben 11’, 81’ Müller 42’ Gómez 44’, 50’, 61’, 67’ | Marcatori |  |

## Statistiche

### Statistiche di squadra
| Competizione     | Punti | In casa | In casa | In casa | In casa | In casa | In casa | In trasferta | In trasferta | In trasferta | In trasferta | In trasferta | In trasferta | Totale | Totale | Totale | Totale | Totale | Totale | DR  |
| Competizione     | Punti | G       | V       | N       | P       | Gf      | Gs      | G            | V            | N            | P            | Gf           | Gs           | G      | V      | N      | P      | Gf     | Gs     | DR  |
| ---------------- | ----- | ------- | ------- | ------- | ------- | ------- | ------- | ------------ | ------------ | ------------ | ------------ | ------------ | ------------ | ------ | ------ | ------ | ------ | ------ | ------ | --- |
| Super League     | 76    | 18      | 13      | 3       | 2       | 44      | 15      | 18           | 9            | 7            | 2            | 34           | 18           | 36     | 22     | 10     | 4      | 78     | 33     | +45 |
| Coppa Svizzera   | -     | 1       | 1       | 0       | 0       | 5       | 2       | 5            | 4            | 1            | 0            | 15           | 5            | 6      | 5      | 1      | 0      | 20     | 7      | +13 |
| Champions League | -     | 4       | 3       | 0       | 1       | 5       | 4       | 4            | 1            | 2            | 1            | 7            | 13           | 8      | 4      | 2      | 2      | 12     | 17     | -5  |
| Totale           | 76    | 23      | 17      | 3       | 3       | 54      | 21      | 27           | 14           | 10           | 3            | 56           | 36           | 50     | 31     | 13     | 6      | 110    | 57     | +53 |

### Andamento in campionato
| Giornata  | 1 | 2 | 3 | 4 | 5 | 6 | 7 | 8 | 9 | 10 | 11 | 12 | 13 | 14 | 15 | 16 | 17 | 18 | 19 | 20 | 21 | 22 | 23 | 24 | 25 | 26 | 27 | 28 | 29 | 30 | 31 | 32 | 33 | 34 | 35 | 36 |
| --------- | - | - | - | - | - | - | - | - | - | -- | -- | -- | -- | -- | -- | -- | -- | -- | -- | -- | -- | -- | -- | -- | -- | -- | -- | -- | -- | -- | -- | -- | -- | -- | -- | -- |
| Luogo     | T | C | T | C | C | T | C | T | C | T  | C  | T  | T  | C  | T  | C  | C  | T  | C  | T  | T  | C  | C  | T  | T  | C  | T  | T  | C  | T  | C  | C  | T  | C  | T  | C  |
| Risultato | N | V | N | N | P | P | V | V | V | N  | V  | V  | V  | V  | V  | V  | V  | N  | N  | V  | N  | V  | V  | V  | N  | V  | V  | N  | N  | V  | V  | V  | V  | V  | P  | P  |
| Posizione | 4 | 3 | 3 | 4 | 6 | 7 | 6 | 3 | 2 | 3  | 3  | 2  | 2  | 1  | 1  | 1  | 1  | 1  | 1  | 1  | 1  | 1  | 1  | 1  | 1  | 1  | 1  | 1  | 1  | 1  | 1  | 1  | 1  | 1  | 1  | 1  |

Legenda:

Luogo: C = Casa; T = Trasferta. Risultato: V = Vittoria; N = Pareggio; P = Sconfitta.

### Statistiche dei giocatori
| Giocatore       | Super League | Super League | Super League | Super League | Coppa Svizzera | Coppa Svizzera | Coppa Svizzera | Coppa Svizzera | Champions League | Champions League | Champions League | Champions League | Totale   | Totale | Totale      | Totale     |
| Giocatore       | Presenze     | Reti         | Ammonizioni  | Espulsioni   | Presenze       | Reti           | Ammonizioni    | Espulsioni     | Presenze         | Reti             | Ammonizioni      | Espulsioni       | Presenze | Reti   | Ammonizioni | Espulsioni |
| --------------- | ------------ | ------------ | ------------ | ------------ | -------------- | -------------- | -------------- | -------------- | ---------------- | ---------------- | ---------------- | ---------------- | -------- | ------ | ----------- | ---------- |
| D. Abraham      | 23           | 3            | 6            | 0            | 1              | 0              | 0              | 0              | 8                | 0                | 1                | 0                | 32       | 3      | 7           | 0          |
| A. Ajeti        | 1            | 0            | 0            | 0            | 1              | 0              | 0              | 0              | 0                | 0                | 0                | 0                | 2        | 0      | 0           | 0          |
| S. Andrist      | 17           | 2            | 1            | 0            | 1              | 0              | 0              | 0              | 0                | 0                | 0                | 0                | 18       | 2      | 1           | 0          |
| R. Buess        | 1            | 0            | 0            | 0            | 1              | 0              | 0              | 0              | 0                | 0                | 0                | 0                | 2        | 0      | 0           | 0          |
| C. Cabral       | 20           | 1            | 4            | 1            | 0              | 0              | 0              | 0              | 8                | 0                | 2                | 0                | 28       | 1      | 6           | 1          |
| S. Chipperfield | 6            | 0            | 0            | 0            | 1              | 1              | 0              | 0              | 5                | 0                | 0                | 0                | 12       | 1      | 0           | 0          |
| M. Colomba      | 2            | 0            | 0            | 0            | 1              | 0              | 0              | 0              | 0                | 0                | 0                | 0                | 3        | 0      | 0           | 0          |
| P. Degen        | 9            | 1            | 2            | 0            | 0              | 0              | 0              | 0              | 1                | 0                | 0                | 0                | 10       | 1      | 2           | 0          |
| A. Dragović     | 28           | 1            | 9            | 0            | 2              | 0              | 1              | 0              | 8                | 0                | 1                | 0                | 38       | 1      | 11          | 0          |
| A. Frei         | 31           | 24           | 8            | 0            | 2              | 1              | 1              | 0              | 7                | 5                | 2                | 0                | 40       | 30     | 11          | 0          |
| F. Frei         | 31           | 4            | 1            | 0            | 1              | 0              | 1              | 0              | 8                | 3                | 1                | 0                | 40       | 7      | 3           | 0          |
| M. Herzog       | 1            | 0            | 0            | 0            | 0              | 0              | 0              | 0              | 0                | 0                | 0                | 0                | 1        | 0      | 0           | 0          |
| B. Huggel       | 23           | 4            | 2            | 1            | 2              | 1              | 0              | 0              | 5                | 1                | 2                | 1                | 30       | 6      | 4           | 2          |
| D. Jevtić       | 0            | 0            | 0            | 0            | 0              | 0              | 0              | 0              | 0                | 0                | 0                | 0                | 0        | 0      | 0           | 0          |
| R. Kováč        | 15           | 0            | 4            | 0            | 3              | 0              | 0              | 0              | 1                | 0                | 0                | 0                | 19       | 0      | 4           | 0          |
| G. Kusunga      | 6            | 0            | 0            | 1            | 0              | 0              | 0              | 0              | 2                | 0                | 0                | 0                | 8        | 0      | 0           | 1          |
| J. Leutwiler    | 0            | 0            | 0            | 0            | 0              | 0              | 0              | 0              | 0                | 0                | 0                | 0                | 0        | 0      | 0           | 0          |
| K. Pak          | 13           | 1            | 0            | 0            | 1              | 2              | 0              | 0              | 3                | 0                | 0                | 0                | 17       | 3      | 0           | 0          |
| J. Park         | 26           | 0            | 0            | 0            | 2              | 0              | 0              | 0              | 8                | 0                | 1                | 0                | 36       | 0      | 1           | 0          |
| P. Schürpf      | 3            | 0            | 1            | 0            | 1              | 0              | 0              | 0              | 0                | 0                | 0                | 0                | 4        | 0      | 1           | 0          |
| X. Shaqiri      | 31           | 9            | 6            | 0            | 2              | 0              | 0              | 0              | 6                | 0                | 1                | 0                | 39       | 9      | 7           | 0          |
| Y. Sommer       | 31           | 0            | 1            | 0            | 2              | 0              | 0              | 0              | 8                | 0                | 0                | 0                | 41       | 0      | 1           | 0          |
| M. Steinhöfer   | 29           | 1            | 3            | 0            | 2              | 0              | 0              | 0              | 8                | 0                | 0                | 0                | 39       | 1      | 3           | 0          |
| V. Stocker      | 15           | 4            | 1            | 0            | 2              | 0              | 0              | 0              | 3                | 1                | 0                | 0                | 20       | 5      | 1           | 0          |
| M. Streller     | 30           | 13           | 6            | 0            | 2              | 1              | 0              | 0              | 7                | 2                | 3                | 0                | 39       | 16     | 9           | 0          |
| F. Tembo        | 5            | 0            | 0            | 0            | 0              | 0              | 0              | 0              | 0                | 0                | 0                | 0                | 5        | 0      | 0           | 0          |
| K. Voser        | 6            | 0            | 2            | 0            | 1              | 0              | 0              | 0              | 0                | 0                | 0                | 0                | 7        | 0      | 2           | 0          |
| S. Vuleta       | 0            | 0            | 0            | 0            | 0              | 0              | 0              | 0              | 0                | 0                | 0                | 0                | 0        | 0      | 0           | 0          |
| S. Wieser       | 0            | 0            | 0            | 0            | 0              | 0              | 0              | 0              | 0                | 0                | 0                | 0                | 0        | 0      | 0           | 0          |
| G. Xhaka        | 24           | 1            | 4            | 0            | 3              | 0              | 1              | 0              | 8                | 0                | 2                | 0                | 35       | 1      | 7           | 0          |
| T. Xhaka        | 4            | 0            | 0            | 0            | 1              | 0              | 0              | 0              | 1                | 0                | 0                | 0                | 6        | 0      | 0           | 0          |
| G. Yapi Yapo    | 15           | 0            | 1            | 0            | 2              | 0              | 1              | 0              | 0                | 0                | 0                | 0                | 17       | 0      | 2           | 0          |
| J. Zoua         | 26           | 7            | 0            | 0            | 2              | 1              | 0              | 0              | 7                | 0                | 0                | 0                | 35       | 8      | 0           | 0          |